# Niewisch (Friedland)

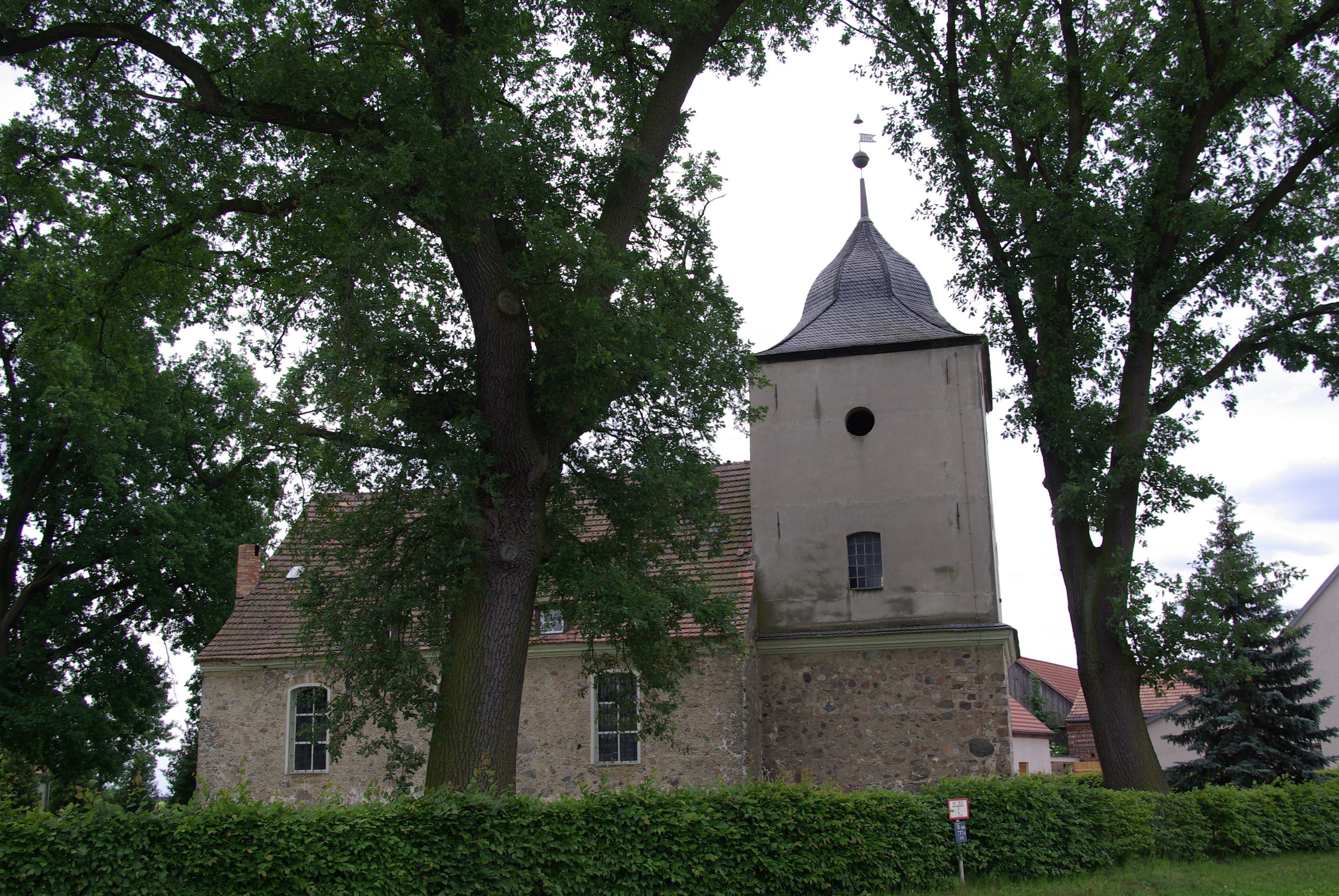
Dorfkirche Niewisch (2009)

Niewisch (niedersorbisch Njewěš) ist ein Ortsteil der amtsfreien Stadt Friedland im Landkreis Oder-Spree (Brandenburg). Es gehörte in der frühen Neuzeit zusammen mit Pieskow und Speichrow zu den drei „Wasserdörfern“, auch „Zieckoschen Güter“ genannt. Niewisch war bis zur Eingemeindung nach Friedland im Jahre 2001 eine selbständige Gemeinde.

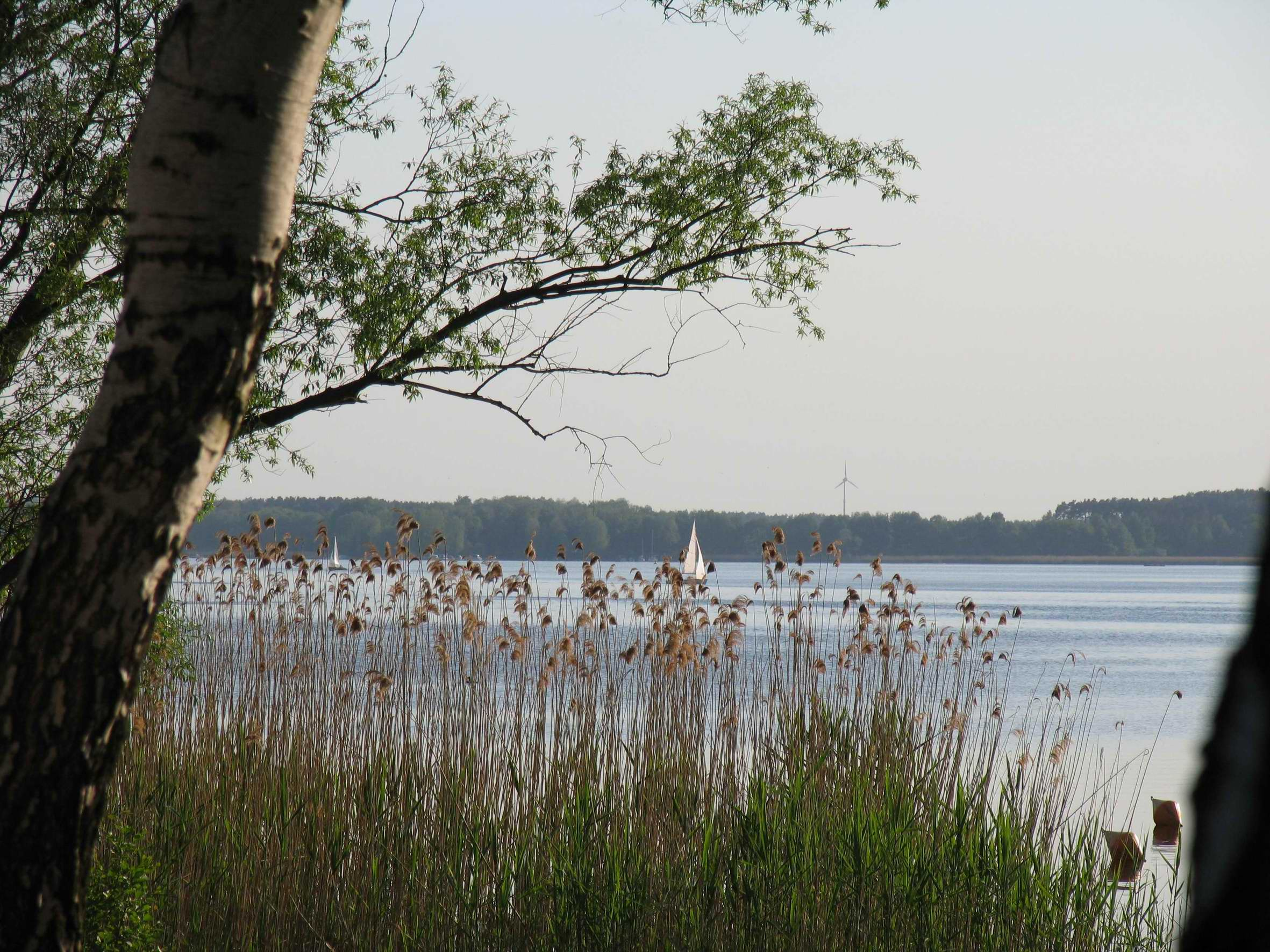
Der Schwielochsee von Niewisch aus gesehen.

## Geographische Lage
Niewisch liegt ungefähr vier Kilometer südwestlich von Friedland und ungefähr elf Kilometer südsüdwestlich von Beeskow am Ostufer des Schwielochsees. Bei der Eingemeindung von Möllen im Jahr 1950 wurde auch dessen Gemarkung aufgelöst und mit der Gemarkung von Niewisch vereinigt. Die Gemarkung von Niewisch grenzt im Norden an die Gemarkung der (Kern-)Stadt Friedland (bzw. an die ehemalige Gemarkung von Möllen), im Osten an die Gemarkung von Karras, im Südosten an Schadow, im Süden an Pieskow und im Westen und Nordwesten an den Schwielochsee, der zur Gemarkung Speichrow gehört. Der Ort ist über die L 441, die bei der Wuggelmühle von der B 168 abgeht, zu erreichen; die L 441 führt weiter durch den Ort hindurch nach Pieskow. Zu Niewisch gehören der bewohnte Gemeindeteil Möllen und der Wohnplatz Voigtsmühle. Südwestlich des Ortskern zieht sich eine Wochenendhaussiedlung am Ufer des Schwielochsees hin.
Im östlichen Teil der Gemarkung reichen einige Kuppen knapp über 60 m, tiefster Punkt der Gemarkung ist der Seespiegel des Schwielochsees mit 40,8 m. Zwischen Niewisch und Möllen verläuft die Samgase, die ursprünglich einmal die Gemarkungsgrenze zwischen Niewisch und Möllen bildete. Die Nordgrenze der Gemarkung (bzw. die ehemalige Nordgrenze der Gemarkung Möllen) bildet die Wuggel. Östlich der Abzweigung der L 441 von der B 168 liegt der zur (Kern-)Stadt Friedland gehörende Wohnplatz Wuggelmühle.

## Geschichte

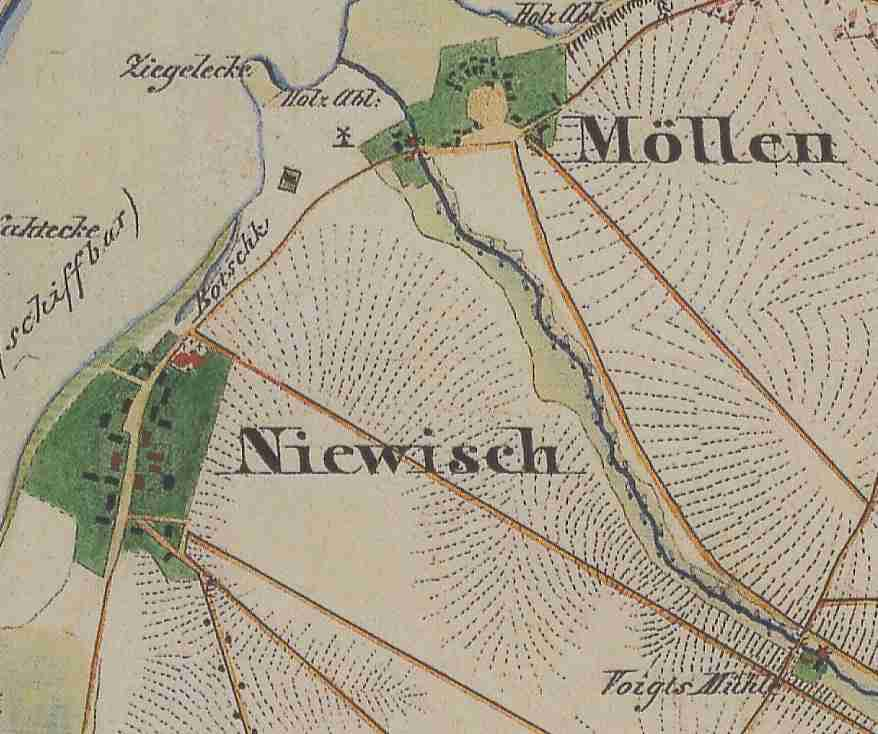
Niewisch (und Möllen) auf dem Urmesstischblatt 3951 Trebatsch von 1846. Am rechten unteren Bildrand die zur Gemarkung Niewisch gehörende Voigtsmühle an der Samgase.

Der Name leitet sich nach Eichler von einer nso. Grundform * Nivišče, zu *niwa = fruchtbares Ackerland ab. Die ursprüngliche Dorfstruktur soll eine Sackgasse gewesen sein. Weder das Schmettausche Kartenwerk von 1767/87 noch das Urmesstischblatt von 1846 (Blatt 3951 Trebatsch) bildet ein Sackgassendorf ab. Die Straße führt von Möllen kommend durch den Ort hindurch nach Pieskow.
Nach Rudolf Lehmann war der Ort schon vor 1388 im Besitz des Klosters Neuzelle, das während der Hussitenkriege 1429 durch die Hussiten zerstört wurde. Für den Wiederaufbau des Klosters musste Abt Nicolaus II. von Bomsdorf (1432–1469) einige Klosterdörfer verkaufen (meist auf Wiederkauf) oder verpfänden. Darunter befand sich wahrscheinlich auch Niewisch, das wahrscheinlich an die v. Zabeltitz verliehen war. Es muss jedoch um 1500 oder später wieder in den Besitz des Klosters gekommen sein. Vermutlich noch vor der Mitte des 16. Jahrhunderts verlieh das Kloster die drei Klosterdörfer Niewisch, Pieskow und Speichrow an die Familie v. Zieckau. Wahrscheinlich war bereits der 1542 verstorbene Siegmund d. Ä. v. Zieckau im Besitz der drei Dörfer. Sie gingen nach dessen Tod an seinen Sohn Hans v. Zieckau. Dieser musste sie jedoch seinen Gläubigern überlassen. Im Einvernehmen mit seinem Bruder Christoph übernahm Siegmund d. J. 1569 die drei Dörfer; ein vierter Bruder Balthasar war schon vorher gestorben. Schließlich kaufte Siegmund d. J. v. Zieckau die drei Dörfer im Jahr 1577. Siegmund v. Zieckau hatte seinen Rittersitz in Neudöbern, das er jedoch 1578 verkaufte und baute sich einen neuen Rittersitz in Niewisch auf. Christoph v. Zieckau, Bürger in Calau, erwarb 1579 das Dorf Schmogro (heute Großräschen Ost, Landkreis Oberspreewald-Lausitz). Nach dem Geschlecht der v. Zieckau wurden die drei Dörfer auch die Zieckoschen Güter genannt, oder nach ihrer Lage am Schwielochsee hießen die drei Dörfer auch die „Wasserdörfer“. Nach seiner Lage am Schwielochsee wurde gelegentlich auch Möllen zu den „Wasserdörfern“ gezählt, das jedoch eine andere Besitzgeschichte hatte.
1597 erwarb Richard (III.) v. d. Schulenburg, der Besitzer der Herrschaft Lieberose, die Zieckoschen Güter Niewisch, Pieskow und Speichrow, die sich entlang des Schwielochsees hinzogen. Da diese drei Dörfer ein Lehen des Klosters Neuzelle waren, blieben sie bis zur Kreisreform 1816/7 eine Exklave des Gubenischen Kreises im Krummspreeischen Kreis (später Kreis Lübben genannt), und kam erst 1816 zum Kreis Lübben. Richard (III.) starb schon am 25. November 1600 auf der Jagd in Pieskow. Ihm folgte sein Sohn Joachim (VII.) nach. Er musste einige seiner Besitzungen verkaufen, um Schulden zu bedienen. Als er 1619 starb, waren die Schulden aber immer noch so hoch, dass die Herrschaften Lübbenau und Neu-Zauche den Gläubigern überlassen werden mussten. Zunächst fiel die Herrschaft Lieberose an die Witwe des Joachim, Maria Hedwig Burggräfin von Dohna. 1643 trat sie die Herrschaft an ihren Sohn Heinrich Joachim ab. Er konnte 1648 noch die Lamsfeldschen Güter erwerben und bestimmte in seinem Testament die Herrschaft Lieberose, die Lamsfeldschen Güter und die Zickoschen Güter zu einem Majorat. Nach seinem Tod 1665 ohne Leibeserben fiel der Besitz an Achaz (II.) von der Schulenburg auf Beetzendorf in der Altmark, der damals Landeshauptmann der Altmark und kurfürstlich-brandenburgischer Geheimrat war. Nach dessen Tod wurde 1681 wurde zunächst Levin Joachim v. d. Schulenburg Besitznachfolger; er starb aber 1694 kinderlos. Nun fiel der Besitz an den jüngsten Sohn Hans Georg. Dieser war dänischer Generalmajor und hatte sich im Krieg gegen Schweden Auszeichnungen erworben. Hans Georg von der Schulenburg starb 1715, Erbe war sein einziger Sohn Georg Anton.
1778 starb Georg Anton v. d. Schulenburg ohne Leibeserben. Danach kam es zu einem Erbschaftsstreit, da Georg Anton nämlich die Allodialgüter den Kindern seiner Schwester Sofie Henriette Gräfin von Podewils vermacht hatte. Der Streit ging darum, was Allod und was zum Majorat zu rechnen war. Der Rechtsstreit endete 1781 mit einem Vergleich. Die Familie der Grafen von Podewils erhielt die Herrschaft Leuthen, während die Herrschaft Lieberose, die Lamsfeldschen Güter, die Zickoschen Güter, Siegadel und Trebitz der Familie von der Schulenburg verblieb. Nun ging aber der Rechtsstreit unter den erbberechtigten Vettern der von der Schulenburg weiter, der erst 1787 endgültig zugunsten des ältesten der Vettern, dem dänischen Generalleutnant Johann Heinrich aus der Tucheimer Linie entschieden wurde. Johann Heinrich von der Schulenburg nahm die Herrschaft Lieberose 1787 in Besitz. Seine Ehe mit Friederike Luise Gräfin Knut blieb jedoch kinderlos und nach seinem Tod 1791 erbte der Sohn seines jüngsten Bruders Achaz Albrecht Ludwig, Dietrich Ernst Otto Albrecht, das Majorat. Dietrich Ernst Otto Albrecht v. d. Schulenburg (1756–1831) verkaufte die Herrschaft Lieberose bzw. die damit verbundenen Güter 1806 an seinen jüngeren Bruder Friedrich Ferdinand Bernhard Achaz. Dieser wurde 1816 in den erblichen preußischen Grafenstand erhoben. 1824 wurde die standesherrliche Gerichtsbarkeit zunächst aufgehoben und die Gerichtsbarkeit in der Herrschaft dem Gerichtsamt Lieberose überwiesen. 1834 beantragte der Graf die Rückübertragung der Zivilgerichtsbarkeit und erhielt diese auch 1836 zurück. 1849 ging die Zivilgerichtsbarkeit dann doch endgültig an das Kreisgericht Lieberose über. Die Patrimonialgerichtsbarkeit im Gutsbezirk, der aus dem Schloss und seinen Vorwerken geschaffen wurde, blieb aber erhalten. Mit der Ablösung der Feudallasten Mitte des 19. Jahrhunderts ging damit im Grunde die Zeit der Feudalherrschaft Lieberose zu Ende, obwohl Möllen formal noch Bestandteil der Standesherrschaft Lieberose blieb. 1847 war Friedrich Ferdinand von der Schulenburg gestorben. Sein Sohn Friedrich Albrecht erbte nun den Besitz. 1869 starb Friedrich Albrecht von der Schulenburg. Ihm folgte sein Sohn Dietrich Friedrich Joachim Graf von der Schulenburg (1849–1911). 1910 gehörten zur Herrschaft Lieberose bzw. Gutsbezirk noch 11.610 ha Land, darunter allein 9.221 ha Wald. 1911 starb Dietrich von der Schulenburg. Erbe wurde sein jüngerer Bruder Otto (1857–1945). 1929 wurde der Gutsbezirk mit der Stadt Lieberose vereinigt. Damit ging der letzte Rest der Standesherrschaft Lieberose an kommunale Instanzen über. Infolge des Gesetzes über die Aufhebung der Standesvorrechte des Adels und die Auflösung der Hausvermögen wurde der Fideikommiss Freie Standesherrschaft Lieberose 1929 aufgelöst und in eine Waldstiftung umgewandelt. Diese Form war vom Gesetz zugelassen, um größeren Waldbesitz in einer Hand zu halten. 1943 wurde die Familie von der Schulenburg enteignet, um auf den zugehörigen Forstflächen einen Truppenübungsplatz anzulegen. Letzte Besitzer der Waldstiftung Lieberose waren der 1945 gestorbene Graf Otto und sein Sohn Graf Albrecht Friedrich von der Schulenburg.

## Das Dorf
Die Sozialstruktur von Niewisch schlüsselte sich 1797 auf wie folgt: sieben Bauern, fünf Kossäten und fünf Büdner. 1718 hatte die Feldmark von Niewisch 27 Hufen, die von sechs Hüfnern bewirtschaftet wurden. Im Dorf lebten außerdem drei Kossäten und fünf Häusler. Der Ort hatte eine Steuerschatzung von 1000 Gulden. 1723 berichten die Urkunden von 17 (männlichen und erwachsenen) Untertanen. 1809 lebten sechs Ganzbauern (Vollbauern), vier Ganzkossäten und sechs Häusler oder Büdner in Niewisch. 1818 hatte der Ort 24 Feuerstellen (Haushaltungen oder Wohngebäude) und 139 Einwohner.
1827 wurden die Dienste, Prästationen und Servitute in Niewisch abgelöst. Im Jahr 1840 wurden dann in Niewisch 24 Häuser gezählt, in denen 156 Menschen lebten. Auf der Gemarkung wurde noch bis ins 19. Jahrhundert Weinbau betrieben. Auf dem Urmesstischblatt 3951 Trebatsch von 1846 ist bereits die Voigtmühle verzeichnet. Nach Berghaus gab es 1854 eine Landschule im Ort und eine Wassermühle, mit der nur die Voigts Mühle gemeint sein kann. Das Topographisch-statistische Handbuch des Regierungs-Bezirks Frankfurt a. d. O. verzeichnet für 1864 26 Häuser und 204 Einwohner im Ort selbst und 2 Häuser und 20 Einwohner in Voigts Mühle. Die dem Mühlenmeister Friedrich August Weinhold gehörende Wassermühle war 1861 zwangsversteigert worden.

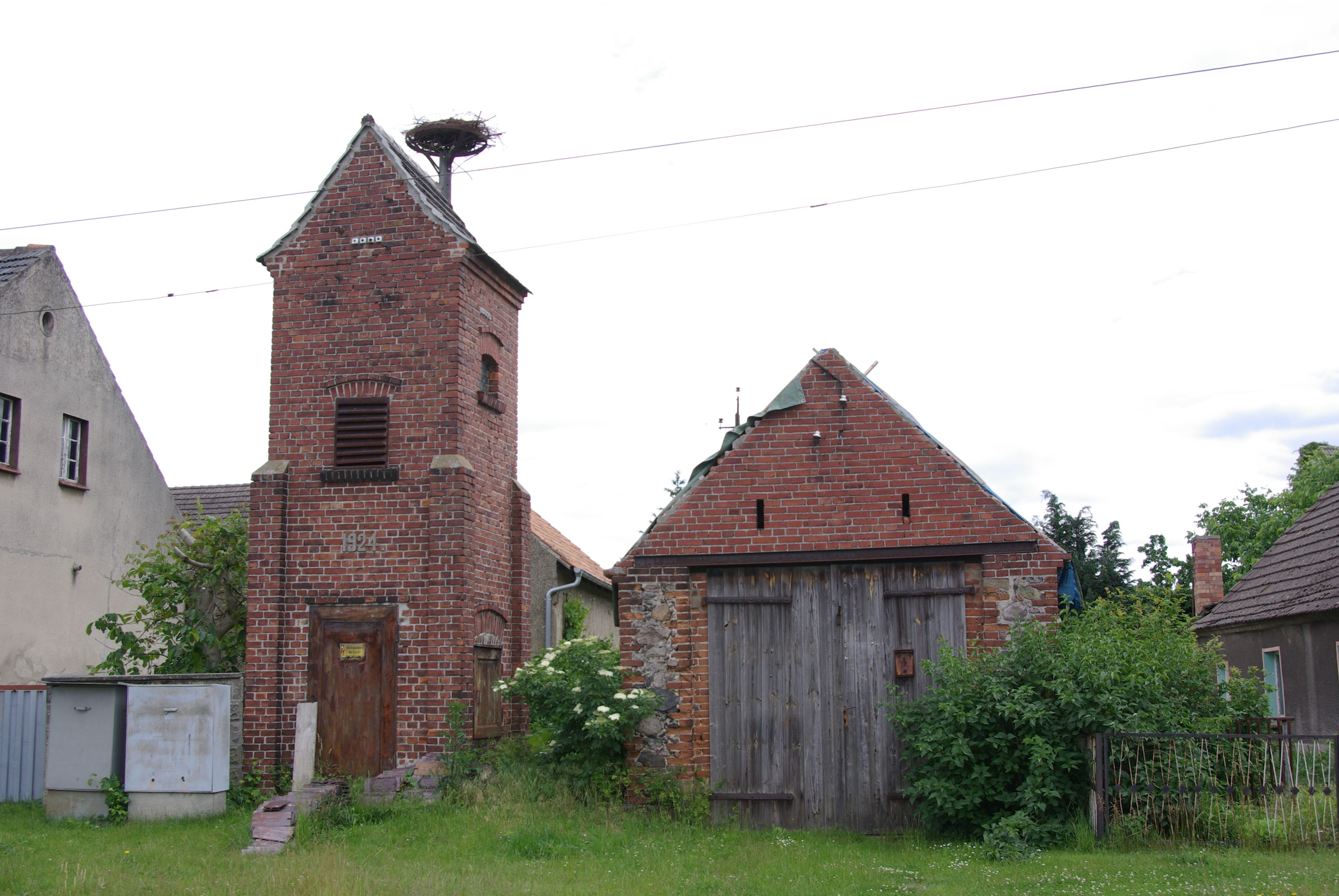
Spritzenhaus und Transformatorenhaus, beide denkmalgeschützt, stammen von 1924

| Bevölkerungsentwicklung von 1818 bis 2002 | Bevölkerungsentwicklung von 1818 bis 2002 | Bevölkerungsentwicklung von 1818 bis 2002 | Bevölkerungsentwicklung von 1818 bis 2002 | Bevölkerungsentwicklung von 1818 bis 2002 | Bevölkerungsentwicklung von 1818 bis 2002 | Bevölkerungsentwicklung von 1818 bis 2002 | Bevölkerungsentwicklung von 1818 bis 2002 | Bevölkerungsentwicklung von 1818 bis 2002 | Bevölkerungsentwicklung von 1818 bis 2002 | Bevölkerungsentwicklung von 1818 bis 2002 | Bevölkerungsentwicklung von 1818 bis 2002 | Bevölkerungsentwicklung von 1818 bis 2002 | Bevölkerungsentwicklung von 1818 bis 2002 | Bevölkerungsentwicklung von 1818 bis 2002 |
| ----------------------------------------- | ----------------------------------------- | ----------------------------------------- | ----------------------------------------- | ----------------------------------------- | ----------------------------------------- | ----------------------------------------- | ----------------------------------------- | ----------------------------------------- | ----------------------------------------- | ----------------------------------------- | ----------------------------------------- | ----------------------------------------- | ----------------------------------------- | ----------------------------------------- |
| Jahr                                      | 1818                                      | 1846                                      | 1871                                      | 1890                                      | 1910                                      | 1925                                      | 1939                                      | 1946                                      | 1950                                      | 1964                                      | 1971                                      | 1981                                      | 1991                                      | 2000                                      |
| Einwohner                                 | 139                                       | 175                                       | 221                                       | 191                                       | 206                                       | 180                                       | 246                                       | 381                                       | 319                                       | 234                                       | 233                                       | 185                                       | 198                                       | 197                                       |

### Politische Zugehörigkeit
Die drei Dörfer Niewisch, Pieskow und Speichrow gehörten bis 1816 als Exklave zum Gubenischen Kreis der sächsischen Niederlausitz, kamen dann in der Kreisreform von 1815/6 erst zum Kreis Lübben. Sie verblieben bei der ersten Kreisreform von 1950 in der damaligen DDR zunächst beim Kreis Lübben. Sie kamen aber mit der Kreisreform von 1952 zum Kreis Beeskow, der 1990 in Landkreis Beeskow umbenannt wurde. Im Zuge der Ämterbildung 1992 im Land Brandenburg schloss sich Niewisch mit 15 anderen Gemeinden zum Amt Friedland (Niederlausitz) zusammen. In der Kreisreform von 1993 wurden die Kreise Beeskow, Fürstenwalde, die kreisfreie Stadt Eisenhüttenstadt und der Landkreis Eisenhüttenstadt zum Landkreis Oder-Spree zusammengeschlossen. Pieskow und Niewisch kamen zum neuen Landkreis Oder-Spree. Der Südteil des Kreises Beeskow wurde jedoch abgetrennt und zum Landkreis Dahme-Spreewald geschlagen, darunter auch Speichrow. So verläuft heute die Kreisgrenze zwischen den früheren „Wasserdörfern“.
Mit dem freiwilligen Zusammenschluss von 13 Gemeinden des Amtes Friedland (Niederlausitz) zur neuen Stadt Friedland im Jahre 2001 verlor Niewisch seine Selbständigkeit. Seit 2001 ist Niewisch ein Ortsteil der Stadt Friedland. Das Amt Friedland (Niederlausitz) bestand zuletzt nur noch aus zwei Gemeinden und wurde zum 26. Oktober 2003 aufgelöst, die letzte amtsangehörige Gemeinde Groß Muckrow wurde zeitgleich per Gesetz in die Stadt Friedland eingegliedert. In Niewisch wird der Ortsvorsteher direkt gewählt. Derzeit (Anfang 2015) ist Dietmar Loichen Ortsvorsteher.

### Kirchliche Geschichte
Niewisch war im Mittelalter und frühen Neuzeit Mutterkirche; der Pfarrsprengel umfasste neben Niewisch auch die Orte Karras, Möllen, Pieskow, Schadow und Speichrow. Ursprünglich gehörte auch Trebitz dazu. Heute bildet der Ort zusammen mit Friedland die Evangelische Kirchengemeinde Friedland-Niewisch.

## Denkmale und Sehenswürdigkeiten
Die Denkmalliste des Landes Brandenburg für den Landkreis Oder-Spree verzeichnet zahlreiche Bodendenkmale:

### Baudenkmale
Die Denkmalliste führt zwei Baudenkmale auf
- Nr. 09115463 Niewisch 9 Transformatorenhaus und Spritzenhaus
- Nr. 09115283 Dorfkirche Niewisch

Die Dorfkirche Niewisch ist ein im Kern spätgotischer Rechtecksaal mit unregelmäßigem Feldsteinmauerwerk. Der schmalere, quadratische Westturm hat ein Feldsteinuntergeschoss und zwei Obergeschosse aus verputztem Fachwerk; er schließt mit einer barocken schiefergedeckten Haube von 1786 ab. Im Innern sind umlaufende Emporen und ein Kanzelaltar vorhanden. Ein derbes Kruzifix ist mit 1787 datiert.

### Bodendenkmale
Auf der Gemarkung von Niewisch sind mehrere Bodendenkmale geschützt.
- Nr. 90767 Flur 4: Wüstung deutsches Mittelalter
- Nr. 90771 Flur 4: Siedlung Bronzezeit, Siedlung Steinzeit
- Nr. 90773 Flur 1: Dorfkern deutsches Mittelalter, Dorfkern Neuzeit, Siedlung Steinzeit
- Nr. 90774 Fluren 1 und 4: Siedlung Urgeschichte
- Nr. 90768 Niewisch Flur 4, Speichrow Flur 5: Rast- und Werkplatz Paläolithikum, Gräberfeld Bronzezeit, Siedlung Bronzezeit, Rast- und Werkplatz Mesolithikum
- Nr. 90769 Niewisch Fluren 1 und 4, Speichrow, Flur 5: Siedlung Neolithikum, Siedlung Bronzezeit, Siedlung Eisenzeit, Rast- und Werkplatz, Mesolithikum, Siedlung slawisches Mittelalter
- Nr. 90770 Niewisch Flur 4, Speichrow Flur 5: Dorfkern deutsches Mittelalter, Dorfkern Neuzeit

## Naturschutz
Auf der Gemarkung liegen bzw. in die Gemarkung hineinreichend liegen zwei Naturschutzgebiete: das Naturschutzgebiet Dammühlenfließniederung und das Naturschutzgebiet Uferwiesen bei Niewisch.

## Freizeit und Tourismus
- Schwielochsee-Camping Niewisch – Campingplatz mit Ferienpark, Ferienwohnungen, Gasthaus, Pension

- Voigtsmühle – Abenteuerurlaub, Camping, Ferienwohnungen

## Belege